# حزب حیات آزاد کردستان
حزب حیات آزاد کردستان (به کُردی: Partiya Jiyana Azad a Kurdistanê: پارتی ژیانی ئازادی کوردستان) که با نام اختصاری پژاک (به انگلیسی: PJAK) شناخته می‌شود، یک حزب سیاسی چپ‌گرای آپوئیست است که در کردستان ایران فعالیت می‌کند. مرکز این حزب در اقلیم کردستان عراق قرار دارد.
ایدئولوژی پژاک و پ‌ک‌ک آپوگرایی (Apoism) است.
این حزب تحت‌تأثیر حزب کارگران کردستان (پ.ک. ک) در نظر گرفته می‌شود. در سال ۲۰۰۹، وزارت خزانه‌داری ایالات متحده پژاک را گروه زیرمجموعه پ.ک. ک در نظر گرفت. این در حالی‌ست که هر دو حزب زیرمجموعهٔ جوامع کنفدرال کردستان (KCK: کردی: Koma Civakên Kurdistan) هستند.
شاخهٔ نظامی پژاک با نام یگان‌های شرق کردستان (ی.ر. ک) و شاخهٔ نظامی زنان آن با نام نیروهای مدافع زن (ه.پ. ژ) دارای ۳۰۰۰ عضو از کشورهای ایران، ترکیه، عراق، سوریه است. فعالیت مسلحانهٔ این حزب بیشتر در مرز بین ایران، عراق و ترکیه و منطقه قلعه‌رش در شهرستان سردشت، از توابع استان آذربایجان غربی و منطقه اورامانات، کرمانشاه، اسلام آباد غرب و قصرشیرین از توابع استان کرمانشاه و ایوان‌غرب از توابع ایلام و مریوان و منطقه چهل چشمه از توابع استان کردستان و بخش شرقی کوهستان قندیل در کردستان عراق است. تا سال ۲۰۱۴، پژاک اعلام کرده است که ۵۳۹ نیروی نظامی ایرانی را کشته است که برخی از آنان سربازان مرزی ایران بوده اند.
حکومت جمهوری اسلامی ایران و  جمهوری ترکیه  و ایالات متحده آمریکا  حزب حیات آزاد کردستان را در فهرست گروه‌های تروریستی خود قرار داده‌اند. و در تاریخ ۴ فوریه ۲۰۰۹، دفتر کنترل دارایی‌های خارجی وزارت خزانه داری ایالات متحده آمریکا (OFAC) پژاک را به عنوان یک سازمان تروریستی تحت فرمان اجرایی ۱۳۲۲۴ معرفی کرد. این اقدام به دلیل ارتباطات نزدیک پژاک با حزب کارگران کردستان (PKK) صورت گرفت و منجر به مسدود شدن دارایی‌های احتمالی این گروه در آمریکا و ممنوعیت هرگونه معامله با آن شد.

## سیاست‌ها
رهبران فعلی پژاک، «امیر کریمی» و «پیمان ویان» هستند. طبق گفته‌های واشینگتن پست، نیمی از اعضای پژاک زن هستند. «گلستان دوگان» به عنوان یک زن از رهبران این گروه است که تحصیلات روان‌شناسی خود را در دانشگاه تهران به پایان برده است. پژاک معتقد است که زنان باید همگام با مردان در تمام عرصه‌ها حضور داشته باشند و زن و مرد برابر باشند. این گروه به‌طور فعال چریک‌های زن را استخدام می‌کند. پژاک از اعضای جوامع کنفدرالسیم کردستان (kck) می‌باشد، تعدادی از گروه و اعضای کردی که زیر سایه (kck) هستند که از طرف کمیته اجرایی انتخاب شده رهبری می‌شود.
پژاک نیز تعدای هسته در داخل خود دارد. یکی از مهم‌ترین شاخه آنها، (HPJ) است، که تلاش می‌کند ارزش زن را درون حزب و در جامعه افزایش دهد.
همانند اهداف پ‌ک‌ک (PKK) در ترکیه، رهبران پژاک می‌گویند که هدف بلند مدت پژاک، تشکیل دادن اقلیم خودمختار کردستان در ایران است. فرق آنها با (PKK) این است که آنها با ترکیه می‌جنگند ولی پژاک با ایران، هر چند ترکیه مواضع پژاک را نیز هدف قرار می‌دهد. پژاک تمرکز زیادی بر روی براندازی نظام دینی در ایران و پی‌ریزی یک حکومت فدرال که در آن هر یک از اقوام ایران، سرزمین خودمختار خود را داشته باشند. حکومت جمهوری اسلامی پژاک را یکی از مهم‌ترین عوامل سد راه جاه طلبی سیاست توسعه خود می‌داند.

## رهبری
حاجی‌احمدی(2004-2014)
پژاک در سال ۲۰۰۴ اولین کنگره خود را برگزار نمود. رئیس این حزب (در سال ۲۰۰۴) عبدالرحمان حاجی‌احمدی نام دارد. منابع شمال عراق گزارش می‌کنند که حاجی‌احمدی، تنها اسماً رئیس پژاک بوده و هیچ کاری بدون اجازهٔ پ‌ک‌ک انجام نمی‌دهد.
حاجی‌احمدی، رهبر پیشین پژاک در اسفند ۱۳۸۸ در منزل خود در آلمان توسط مأموران ضدتروریسم پلیس آلمان و با درخواست دولت بلژیک دستگیر و پس از دو روز آزاد شد.
رهبری مشترک
1- حاجی احمدی و اویندار ریناس (2014-2016) : در کنگرهٔ چهارم حزب حیات آزاد کردستان که در ماه مارس ۲۰۱۴ برگزار شد، سیستم رهبری حزب تغییر کرد و بنا شد که حزب مشترکاً توسط یک رهبر مرد و یک رهبر زن اداره شود. در این کنگره عبدالرحمن حاجی احمدی به همراه اویندار ریناس به عنوان ریاست مشترک حزب انتخاب شدند
2- سیامند معینی و زیلان وژین (2016-2024): در کنگره پنجم رهبری حزب تغییر کرده و سیامند معینی و زیلان وژین جایگزین حاجی احمدی و اویندار ریناس می‌شوند. در دوران ریاست این دو نفر سیاست های حزب حیات آزاد کردستان تا حدودی دچار تغیر می‌شود و همچنین به طور کامل از حزب کارگران کردستان مستقل می‌شود.
3- امیر کریمی و پیمان ویان (2024-اکنون):

## کنگره‌ها و کنفرانس‌ها

### کنگره‌های حزبی در کردستان
بر اساس اساسنامهٔ حزب حیات آزاد کردستان مصوب کنگرهٔ چهارم، کنگرهٔ حزب می‌بایست هر ۳ سال یک بار برگزار شود، اما در صورت لزوم امکان برگزاری آن ۶ ماه زودتر یا دیرتر از زمان مقرر نیز پیش‌بینی شده‌است. حزب حیات آزاد کردستان تاکنون ۶ کنگره برگزار کرده‌است.
- کنگرهٔ اول (کنگرهٔ مؤسس)، ۶ تا ۱۴ فروردین ۱۳۸۳
- کنگرهٔ دوم، ۱۸ تا ۲۸ آبان ۱۳۸۵[۲۶]
- کنگرهٔ سوم، ۶ تا ۱۳ اسفند ۱۳۸۶
- کنگرهٔ چهارم، ۲۲ اردیبهشت ۱۳۹۳
- کنگرهٔ پنجم، ۲۴ مهر ۱۳۹۵، با شعار «با تکوین حزبی و پیشاهنگی خلق به‌سوی انقلاب دمکراتیک شرق کردستان و ایران»
- کنگرهٔ ششم، ۲۰ و ۲۱ اسفند ۱۳۹۸، با شعار «با تکوین ملت دمکراتیک به سوی اتحاد دمکراتیک خلق‌های ایران»[۲۷]

### کنگره‌های حزبی در اروپا
- اولین کنگرهٔ اروپایی حزب حیات آزاد کردستان، ۱۳ تا ۱۵ خرداد ۱۴۰۱ در سوئد، با شعار «با سازماندهی خود، ملت دمکراتیک را بنیان می‌نهیم، رهبر آپو را آزاد نموده و کردستان را نجات می‌دهیم»[۲۸]
- دومین کنگرهٔ اروپایی حزب حیات آزاد کردستان، ۳ و ۴ تیر ۱۴۰۲ در سوئد، با شعار «با فلسفهٔ زن، زندگی، آزادی تشکیلات را توسعه می‌دهیم و در کردستان و ایران انقلاب خلق‌ها را به‌پیروزی می‌رسانیم»[۲۹]

### کنفرانس‌ها
- کنفرانس اول، ۲۳ فروردین ۱۳۸۹

## شعارها
- زن، زندگی، آزادی: یکی از شعارهای سیاسی حزب حیات آزاد کردستان زن، زندگی، آزادی است که از اندیشه‌های عبدالله اوجالان نظریه‌پرداز سیاسی و بنیان‌گذار جنبش آزادیبخش کردستان مایه گرفته‌است.[۳۰] سازمان‌ها و اعضای حزب حیات آزاد کردستان از ابتدای تأسیس این حزب در رسانه‌ها و حتی در نشست‌های رسمی آن را تکرار کرده‌اند.[۳۱] پس از آنکه شعار زن، زندگی، آزادی در خیزش ۱۴۰۱ ایران به دفعات سر داده‌شد و به نمادی برای مبارزات آزادی‌خواهی زنان تبدیل شد،[۳۲] سیامند معینی ریاست مشترک حزب حیات آزاد کردستان در گفتگویی با وبسایت دراو میدیا این شعار را دارای مبنایی پارادایمیک و مبتنی بر تفکری آزادی‌خواهانه دانست که اکنون دیگر مرزهای حزبی را درنوردیده و در راستای پیشرفت جامعه در خدمت آن قرار گرفته‌است و توانسته میان خلق‌ها و تمام جامعه اعم از زنان، جوانان، کارگران، معلمان، مردمان کُرد، آذری، بلوچ، فارس و تمام عناصر و مولّفه‌های دیگر آن اتحاد ایجاد کند.[۳۱]

## شیوه نبرد و درگیری‌ها
پژاک برای جمهوری اسلامی بسیار خطرناک است.جمهوری اسلامی تلاش بسیاری برای خلع سلاح آنها انجام داد که بی‌نتیجه ماند. به واسطه سرکوب و سیاست اقتدارگرایانه جمهوری اسلامی، گروه‌های مسلح از جمله پژاک در حال رشدند هر چند که توانایی نظامی آنها، به دلیل همکاری ایران و ترکیه کاهش داشته.
خبرنگار واشینگتن تایمز که به بازدید از مقر پژاک رفته بود، در مشاهدات خود می‌نویسد که چریک‌های پژاک لباس کردی خاکی می‌پوشند. حتی غذای فرماندهان آنها نیز وعده غذایی ساده شامل پنیر و ماست، نان و سبزیجات تازه است. سفره‌های آنها در فضای باز کوهستان پهن و گسترده‌است. بودجه آنان به وضوح محدود است، چون از کمک‌های مردمی تأمین می‌شود. خانه شان را روی پشتشان حمل می‌کنند و کمپ‌هایشان برای فرار سریع طراحی شده و کمی بهتر از روی تخته سنگ خوابیدن است به سرعت از سخت‌ترین زمین‌ها و قسمت‌های کوهستان بالا می‌روند معمولاً تیم‌های کوچکی هستند که کمین می‌کنند و مجهز به کلاشینکف(AK-47) و مسلسل‌های روسی (سلاح‌های سبک) هستند. بسیار مراقب هستند که دیده نشوند وگرنه درگیر آتش توپخانه سپاه پاسداران می‌شوند. تعریف می‌شود که چطور در غارها برای مدت زیاد، به خاطر حملات توپخانه پناه گرفته‌اند.
به گفتهٔ سیامند معینی دبیرکل پژاک در گفتگو با ژیار گل در بی‌بی‌سی فارسی، پایگاه اجتماعی این حزب نقش تعیین‌کننده‌ای در شکل‌گیری اعتراضات و اعتصابات در کردستان ایران داشته‌است.
به گفته مقامات، حزب حیات آزاد کردستان در حملات مختلف به نیروهای امنیتی در خاک جمهوری اسلامی ایران دست داشته‌است. یکی از این حملات در شهرستان مریوان صورت گرفته‌است پژاک می‌گوید که بیست نفر پاسدار کشته شده‌است. همچنین (YRK)اعلام کرده‌است که در واکنش به اعدام یکی از اعضایش دوازده نفر را کشته‌است.
پژاک یک بالگرد و پانزده وسیله نقلیه ارتش را نابود کرد.در این درگیری هفت نفر از اعضای پژاک نیز کشته شدند
پژاک در سال ۲۰۰۵، در یک درگیری ۱۲۰ نفر از اعضای سپاه پاسداران را کشت
در سال ۲۰۰۶، پژاک بیست و چهار نفر از اعضای سپاه پاسداران به تلافی کشتن ده کرد در یک اعتراض در ماکو کشت
روابط عمومی سپاه پاسداران انقلاب اسلامی، روز ۱۲ شهریور ۱۳۹۰ پس از یک ماه آتش‌بس یک طرفه اعلام کرد که به دلیل فعالیت‌های نظامی این حزب که مانع از توسعهٔ شهرهای مرزی ایران است حملات خود را از سر گرفته‌است. یکی از فرماندهان سپاه پاسداران انقلاب اسلامی علت آتش‌بس یکطرفهٔ سپاه علیه مواضع پژاک را درخواست دولت اقلیم کردستان عراق و به خاطر ماه رمضان اعلام کرد.
به همین منظور پس از مهلت یک‌ماهه در ماه رمضان به پژاک برای عقب‌نشینی از مناطق مرزی شمال غرب ایران، به دلیل عدم رعایت این مهلت، نیروهای زمینی سپاه عملیات جدیدی را آغاز کردند.
این حملات که تقریباً از ابتدای پاییز سال ۱۳۹۰ شروع شد، حملات توپخانه‌ای قسمت‌های زیادی از مناطق کردنشین مرزی شامل خاک عراق را دربرگرفت. حملاتی که از سوی وزیر خارجه عراق «بی هدف» خوانده شد و در نتیجه آن مرگ چندین نفر از جمله کودکی ۱۲ساله و ویرانی روستاها و آوارگی چندصد نفر را به‌دنبال داشت. صلیب سرخ جهانی از ارسال کمک به آوارگان خبر داد. البته خبرگزاری‌های جمهوری اسلامی ایران با رد حملات توپخانه‌ای ایران به خاک عراق، این اظهارات زیباری را «عجیب» خواندند. دیوید رانس، سخنگوی سفارت آمریکا در بغداد اعلام کرد «ما ناظر این وضعیت هستیم. عراق دارای حاکمیت ارضی است. از همسایگان این کشور از جمله جمهوری اسلامی ایران می‌خواهیم که به حاکمیت ارضی عراق احترام بگذارند».
همچنین کریس باور، سرکنسول بریتانیا در اربیل کردستان عراق در نشستی خبری ضمن ابراز نگرانی از وضعیت ساکنان مناطق مرزی گفته بود: ما مخالف این هستیم که کشوری، کشور دیگر را گلوله‌باران کند و وضعیت منطقه را به‌هم بریزد.
در واکنش به تداوم این گلوله‌باران منطقه گردهمایی اعتراضی در شهر سلیمانیه علیه حملات توپخانه‌ای ایران با حضور صدها نفر برگزار گردید.
در سال ۲۰۲۳، سازمان حقوق بشری هه‌نگاو گزارش داد که سپاه پاسداران در حال ارسال اسلحه‌های سنگین و توپخانه به مناط مرزی کردستان ایران می‌باشد با توجه با سابقه جمهوری اسلامی پیش‌بینی می‌شد که برای جنگ با احزاب کرد است. کمی بعد سپاه پاسداران شروع به توپ باران منطقه حفاظت شده کوسالان واقع در شهر سروآباد استان کردستان در روستای زراب کردند. پس از ان شروع به ساخت جاده و احداث برج دیده‌بانی کردند که برای این کار تمام محیط زیست منطقه را نابود کردند و شروع به آتش‌سوزی عمدی منطقه کردند. مردم محلی تلاش کردند که آتش‌سوزی را مهار کنند که سپاه پاسداران جلوگیری کرد. کمی بعد مشخص شد که سپاه پاسداران با پژاک درگیر شده و با پهپاد و توپخانه شروع به توپ باران کوسالان کردند. پژاک در واکنش گفت:کوهستان‌های کوسالان را حق خود می‌داند و ادعا می‌کنند که جمهوری اسلامی در حال میلیتاریزه کردن کردستان می باشدو در این درگیری نیز تا کنون کشته شدن سه پاسدار تأیید شده.
جمهوری اسلامی فعالان محیط زیست را در رابطه با این موضوع دستگیر کرده.

### ادعای همکاری با آمریکا
فرماندهان حزب‌های ایرانی کرد ادعا کرده‌اند که پژاک مذاکرات مستقیم و غیر مستقیمی با مسئولان آمریکایی داشته‌است. دولت ایران نیز ادعا می‌کند که این گروه تحت حمایت آمریکا است. این در حالی است که آمریکا این حزب را در فهرست گروه‌های تروریستی خود قرار داده و تحریم کرده‌است.
حاجی‌احمدی، به ایالات متحده سفر داشته و در آن‌جا تماس‌هایی برقرار کرده‌است. او می‌گوید: «هدف ما یکی است. ما در مورد براندازی حکومت صحبت نمی‌کنیم، ولی خواهان تغییر دموکراتیک در ایرانیم. در این سطح حاضریم با آمریکایی‌ها همکاری کنیم.». سایت خبری آمریکایی «نیوزمکس» در اوت ۲۰۰۷ مصاحبه‌ای با رحمان حاج احمدی انجام داد. حاج احمدی که به واشینگتن سفر کرده بود در این مصاحبه گفت: امیدوارم در دیدار با مقامات ارشد دولت آمریکا دربارهٔ وضعیت جاری در ایران و کمک واشینگتن به پژاک گفتگو و رایزنی کنم. وی در این مصاحبه ادامه داد: با کمک آمریکا اقوام کرد را در شورشی که می‌تواند به کل ایران گسترش یابد هدایت می‌کنیم. حاج احمدی همچنین گفت که از کمک آمریکا استقبال خواهد کرد

## مخالفت با براندازی جمهوری اسلامی
پژاک، چند روز پس از سالگرد اعتراضات ۱۴۰۱ در ایران، در سایت فرات نیوز اعلام کرد که به دنبال براندازی جمهوری اسلامی نیست. در این بیانیه آمده بود:
«پژاک براندازی رژیم موجود و تأسیس یک رژیم تازه را راه حل مسائل و بحران‌های داخلی ایران نمی‌بیند. براندازی، پروژهٔ آمریکا، غرب و دول مخالف با رژیم ایران است. به همین جهت پژاک فرمول ایران کنفدرال دمکراتیک و خودگردانی دمکراتیک کُردستان را به عنوان هدف نهایی خود در ایران و کُردستان تعریف می‌نماید؛ البته بدون دستکاری مرزهای موجود سرزمین و حفظ تمامیت ارضی ایران! تمامیت ارضی ایران همچنان حفظ خواهد شد، لذا ساختارهای سیاسی بومی زیر سقف ایران کنفدرال جهت ابراز موجودیت تمام هویت‌های ملیتی و مذهبی، شکل خواهند گرفت. این رهیافت کاملاً به معنی حذف دولت نیست، دولت همچنان می‌تواند وجود داشته باشد؛ اما مشروط بر به رسمیت شناختن ارادهٔ اجتماعی.» اما بعد از یک روز، زیر فشار منتقدان، این بیانیه را از وب سایت فرات نیوز حذف کرد، هر چند که رهبری این جریان در اطلاعیه ای، به صورت تلویحی، بیانیهٔ قبلی حزب را به صورت کامل رد نکرد.

## سربازگیری کودکان
بر اساس گزارش دیدبان حقوق بشر کردستان ایران در سال ۱۴۰۳، گروه پژاک به‌طور سیستماتیک اقدام به سربازگیری کودکان در مناطق کردنشین ایران کرده‌است. این گزارش به نقل از شاهدان عینی و خانواده‌های قربانیان، از فریب و تهدید کودکان برای پیوستن به این گروه خبر می‌دهد. بسیاری از این کودکان پس از پیوستن به پژاک، از تحصیل محروم شده و در شرایط سخت آموزشی و نظامی قرار گرفته‌اند. این اقدامات نقض آشکار حقوق کودکان و مغایر با کنوانسیون حقوق کودک سازمان ملل متحد است.